# جون غوردون (لاعب كريكت)
جون غوردون (15 يونيو 1886 في المملكة المتحدة - 23 أبريل 1933 في الولايات المتحدة) (بالإنجليزية: John Gordon)‏ هو لاعب كريكت بريطاني (وحمل سابقاً جنسية المملكة المتحدة لبريطانيا العظمى وأيرلندا). لعب مع نادي مقاطعة سري للكريكت ‏ وDorset County Cricket Club ‏ ونادي الكريكت في جامعة أكسفورد ‏.

## وصلات خارجية
- جون غوردون على موقع إي آس بي آن كريك إنفو (الإنجليزية)